# Yoann Gourcuff
Yoann Miguel Gourcuff (* 11. července 1986) je francouzský profesionální fotbalista, který v současně době hraje za francouzský klub Stade Rennes. Hraje na místě ofenzivního záložníka, ale může být také nasazován i jako útočník. Bývalý francouzský reprezentant David Ginola označil Gourcuffa za nejlepšího francouzského fotbalistu své generace.

## Klubová kariéra
Jeho otec Christian Gourcuff vedl jako trenér FC Lorient, v tomto prvoligovém francouzském klubu zahájil Yoann svoji kariéru. V roce 2001 odešel z FC Lorient a připojil se ke klubu Stade Rennais FC, kde díky jeho výkonům se brzy stal oblíbeným mezi fanoušky a začaly se o něj zajímat kluby ze zahraničí, jejichž zájem vedl k jeho přestupu do italského klubu AC Milan.
Dosáhl mnoha úspěchů, ale nedokázal se probojovat do milánské základní jedenáctky, a tak byl poslán na hostování zpět do své rodné země Francie, do klubu FC Girondins de Bordeaux. Po úspěšné sezóně, ve které získal několik klubových i osobních cen, Gourcuff podepsal s Bordeaux trvalou smlouvu. Svým herním stylem a schopnostmi byl srovnáván s legendárním Zinedinem Zidanem. Je bývalým vítězem ceny UNFP Ligue 1, nejlepší hráč roku, v prosinci roku 2009 byl jmenován francouzským hráčem roku.
V srpnu 2010 podepsal delší kontrakt s Olympique Lyon. V sezóně 2011/12 vyhrál s Lyonem Coupe de France (francouzský fotbalový pohár). Na začátku sezóny 2012/13 se klub utkal v Trophée des champions (francouzský Superpohár, hrálo se v USA) s vítězem Ligue 1 - týmem Montpellier HSC, kterého zdolal až v penaltovém rozstřelu poměrem 4:2, po řádné hrací době byl stav 2:2. Gourcuff odehrál v základní sestavě celé střetnutí.

## Reprezentační kariéra
Jeho debut za národní tým se odehrál v srpnu 2008. Na svoji první reprezentační branku čekal 2 měsíce, když skóroval proti Rumunsku. První větší turnaj, kde Gourcuff reprezentoval, bylo Mistrovství světa 2010 v Jihoafrické republice. S jeho příchodem se také zaplnilo dlouho neobsazené místo playmakera – tvůrce hry, které zaplnil po Zinedinu Zidanovi, ten mu tuto roli přenechal, když v roce 2006 ukončil kariéru.

## Přestupy
- z Stade Rennais FC do AC Milán za 4 500 000 Euro
- z AC Milán do FC Girondins de Bordeaux za 1 400 000 Euro (hostování na 1 rok)
- z AC Milán do FC Girondins de Bordeaux za 13 500 000 Euro
- z FC Girondins de Bordeaux do Olympique Lyon za 22 000 000 Euro
- z Stade Rennais FC do Dijon FCO zadarmo

## Hráčská statistika
| Sezóna  | Klub                     | Liga    | Liga   | Liga | Ligové poháry | Ligové poháry | Ligové poháry | Kontinentální poháry | Kontinentální poháry | Kontinentální poháry | Celkem | Celkem |
| Sezóna  | Klub                     | Soutěž  | Zápasy | Góly | Soutěž        | Zápasy        | Góly          | Soutěž               | Zápasy               | Góly                 | Zápasy | Góly   |
| ------- | ------------------------ | ------- | ------ | ---- | ------------- | ------------- | ------------- | -------------------- | -------------------- | -------------------- | ------ | ------ |
| 2003/04 | Stade Rennais FC         | Ligue 1 | 9      | 0    | FP+FLP        | 1+0           | 0             | -                    | 0                    | 0                    | 10     | 0      |
| 2004/05 | Stade Rennais FC         | Ligue 1 | 21     | 0    | FP+FLP        | 1+1           | 0             | -                    | 0                    | 0                    | 23     | 0      |
| 2005/06 | Stade Rennais FC         | Ligue 1 | 36     | 6    | FP+FLP        | 5+1           | 0             | UEFA                 | 5*                   | 0*                   | 47     | 6      |
| 2006/07 | AC Milán                 | Serie A | 21     | 1    | IP            | 4             | 0             | LM                   | 9*                   | 1*                   | 34     | 2      |
| 2007/08 | AC Milán                 | Serie A | 15     | 1    | IP            | 2             | 0             | LM+ES+MSK            | 3+0+0                | 0                    | 20     | 1      |
| 2008/09 | FC Girondins de Bordeaux | Ligue 1 | 37     | 12   | FP+FLP+FS     | 1+3+1         | 0+1+0         | LM+UEFA              | 6+1                  | 2+0                  | 49     | 15     |
| 2009/10 | FC Girondins de Bordeaux | Ligue 1 | 29     | 6    | FP+FLP+FS     | 2+3+1         | 0+1+0         | LM                   | 8                    | 2                    | 43     | 9      |
| 2010/11 | Olympique Lyon           | Ligue 1 | 27     | 3    | FP+FLP        | 1+1           | 0             | LM                   | 7                    | 1                    | 36     | 4      |
| 2011/12 | Olympique Lyon           | Ligue 1 | 13     | 2    | FP+FLP        | 3+2           | 0             | LM                   | 5                    | 0                    | 23     | 2      |
| 2012/13 | Olympique Lyon           | Ligue 1 | 18     | 3    | FP+FLP+FS     | 0+1+1         | 0             | EL                   | 3                    | 1                    | 23     | 4      |
| 2013/14 | Olympique Lyon           | Ligue 1 | 18     | 3    | FP+FLP        | 2+2           | 1+2           | LM+EL                | 4*+4                 | 0*+0                 | 30     | 6      |
| 2014/15 | Olympique Lyon           | Ligue 1 | 17     | 3    | FP+FLP        | 1+1           | 0             | EL                   | 0                    | 0                    | 19     | 3      |
| 2015/16 | Stade Rennais FC         | Ligue 1 | 12     | 2    | FP+FLP        | 0+0           | 0             | -                    | 0                    | 0                    | 12     | 2      |
| 2016/17 | Stade Rennais FC         | Ligue 1 | 27     | 4    | FP+FLP        | 1+0           | 0             | -                    | 0                    | 0                    | 28     | 4      |
| 2017/18 | Stade Rennais FC         | Ligue 1 | 10     | 1    | FP+FLP        | 0+3           | 0             | -                    | 0                    | 0                    | 13     | 1      |
| 2018/19 | Dijon FCO                | Ligue 1 | 10     | 1    | FP+FLP        | 0+3           | 0             | -                    | 0                    | 0                    | 13     | 1      |
| Celkově | Celkově                  | Celkově | 320    | 48   | -             | 48            | 5             | -                    | 55                   | 7                    | 423    | 60     |

Poznámky
- i s předkolem.

## Úspěchy

### Klubové
- 1× vítěz francouzské ligy (2008/09)
- 1× vítěz francouzského poháru (2011/12)
- 1× vítěz francouzského ligového poháru (2008/09)
- 3× vítěz francouzského superpoháru (2008, 2009, 2012)
- 1× vítěz Ligy mistrů (2006/07)
- 1× vítěz evropského superpoháru (2007)
- 1× vítěz mistrovství světa klubů (2007)

### Reprezentační
- 1× na MS (2010)
- 1× na ME 21 let (2006 – bronz)

### Individuální
- 1× francouzský fotbalista roku (2009)
- Tým roku Ligue 1 podle UNFP – 2008/09,[5] 2009/10[6]